# Alfa Romeo Montreal
O Alfa Romeo Montreal é um coupé desportivo da Alfa Romeo que foi apresentado no Salão de Genebra de 1970.

## História
Em 1967, foi realizada a Exposição Universal em Montreal, Canadá. A Alfa Romeo foi escolhida pelos organizadores para apresentar um carro-conceito exclusivo do evento, trazendo o que de melhor havia em ciência e tecnologia de automóveis. A empresa confiou em Orazio Satta Puliga e Giuseppe Busso para criar o carro. Foi utilizada a estrutura do Giulia Sprint GT, de 1963, e o desenho ficou a cargo da Bertone, com o designer Marcello Gandini.
A princípio, não havia intenção de produzir o Montreal comercialmente, recolhendo os protótipos após o fim da Exposição. No entanto, o carro teve tanta repercussão que iniciaram-se os estudos para o lançamento do cupê, e o modelo final foi apresentado no Salão de Genebra de 1970, com o nome oficial de Montreal.
Algumas mudanças aconteceram entre protótipos e modelo lançado, especialmente na motorização. O motor V8 do Tipo 33 Stradale foi mantido, mas as cilindradas aumentaram de 2 para 2,6L. O Montreal era muito mais caro que seus concorrentes, devido ao custo alto de produção.
As primeiras 672 unidades só foram entregues em 1972. A crise energética do ano seguinte, porém, comprometeu o sucesso do carro, e somente 3.925 unidades saíram da fábrica de Arese até 1977.

## Especificações
| Alfa Romeo Montreal | Alfa Romeo Montreal                                                                |
| ------------------- | ---------------------------------------------------------------------------------- |
| Velocidade máx.     | 220 km/h (137 mph) (aferida 224 km/h (139 mph) pela revista Quattroruote magazine) |
| 0–100 km/h          | 7.4 segundos (aferida 7.1 segundos pela revista Quattroruote magazine)             |
| Tipo de motor       | quad-cam 90º V8                                                                    |
| Disposição          | 2.6 L 2593 cc                                                                      |
| Potência            | 147 hp (110 kW) @ 6500 rpm                                                         |
| Torque              | 235 Nm @ 4750 rpm                                                                  |

## Galeria

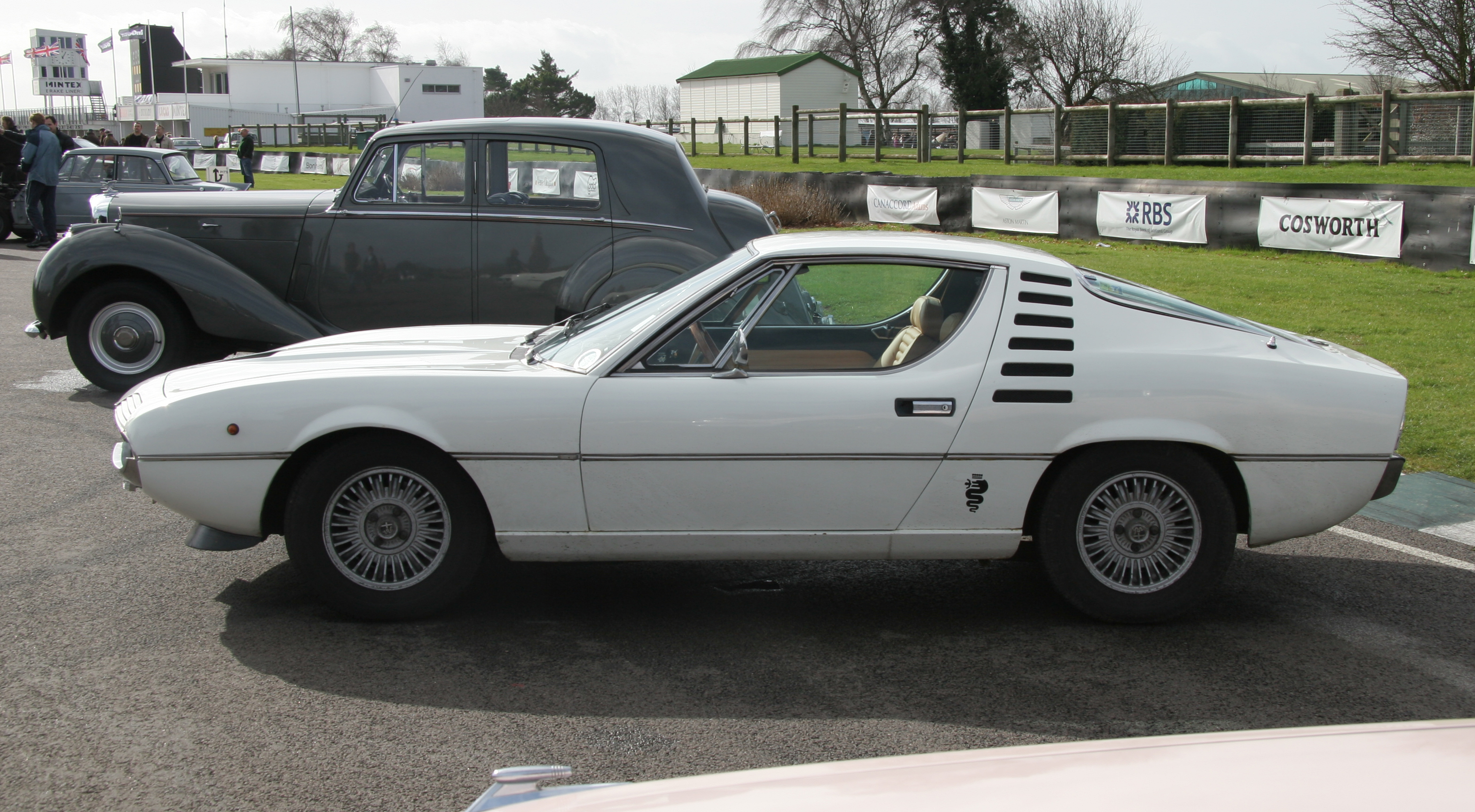
Vista lateral de um Montreal.
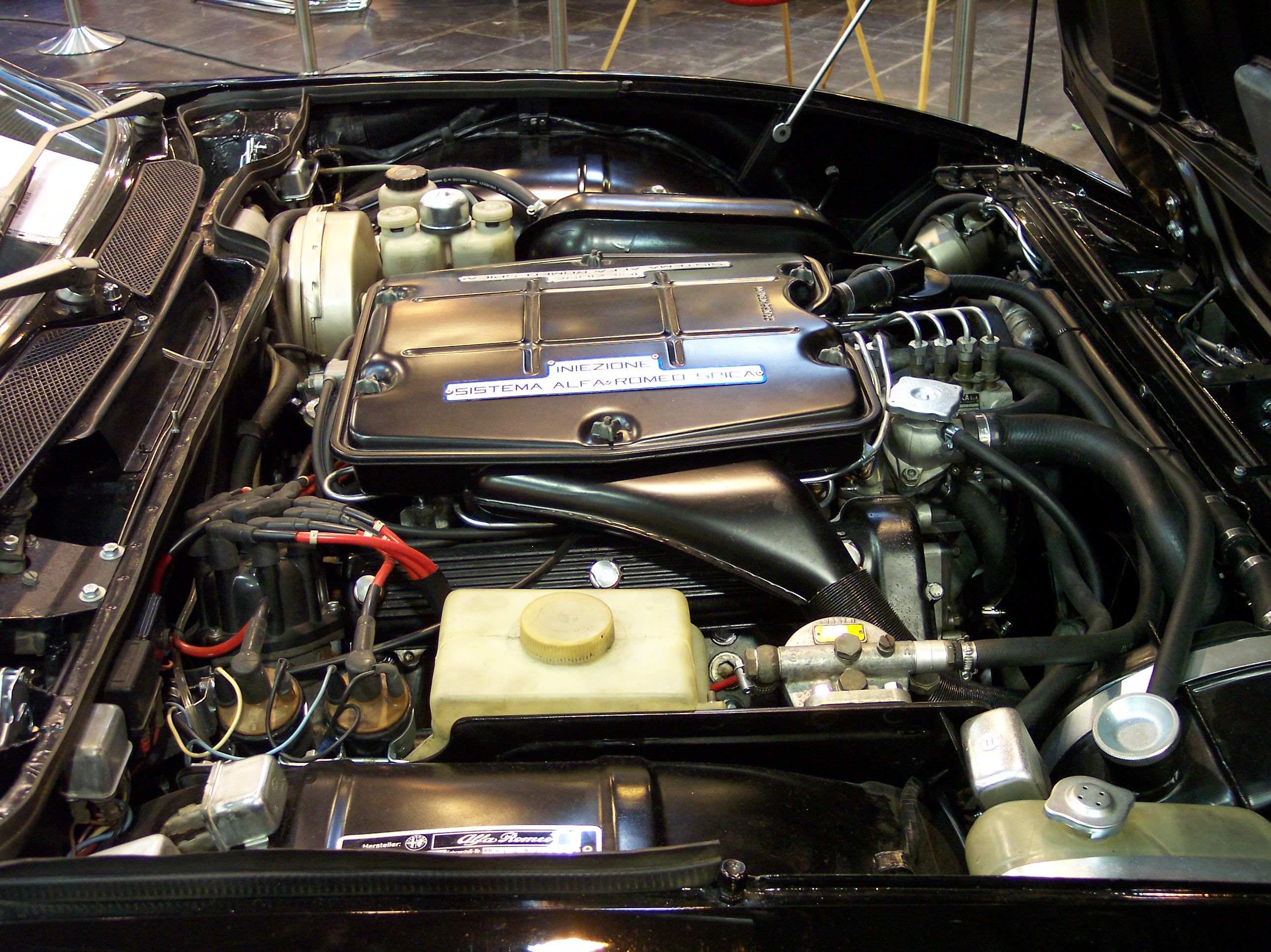
Motor do Montreal.
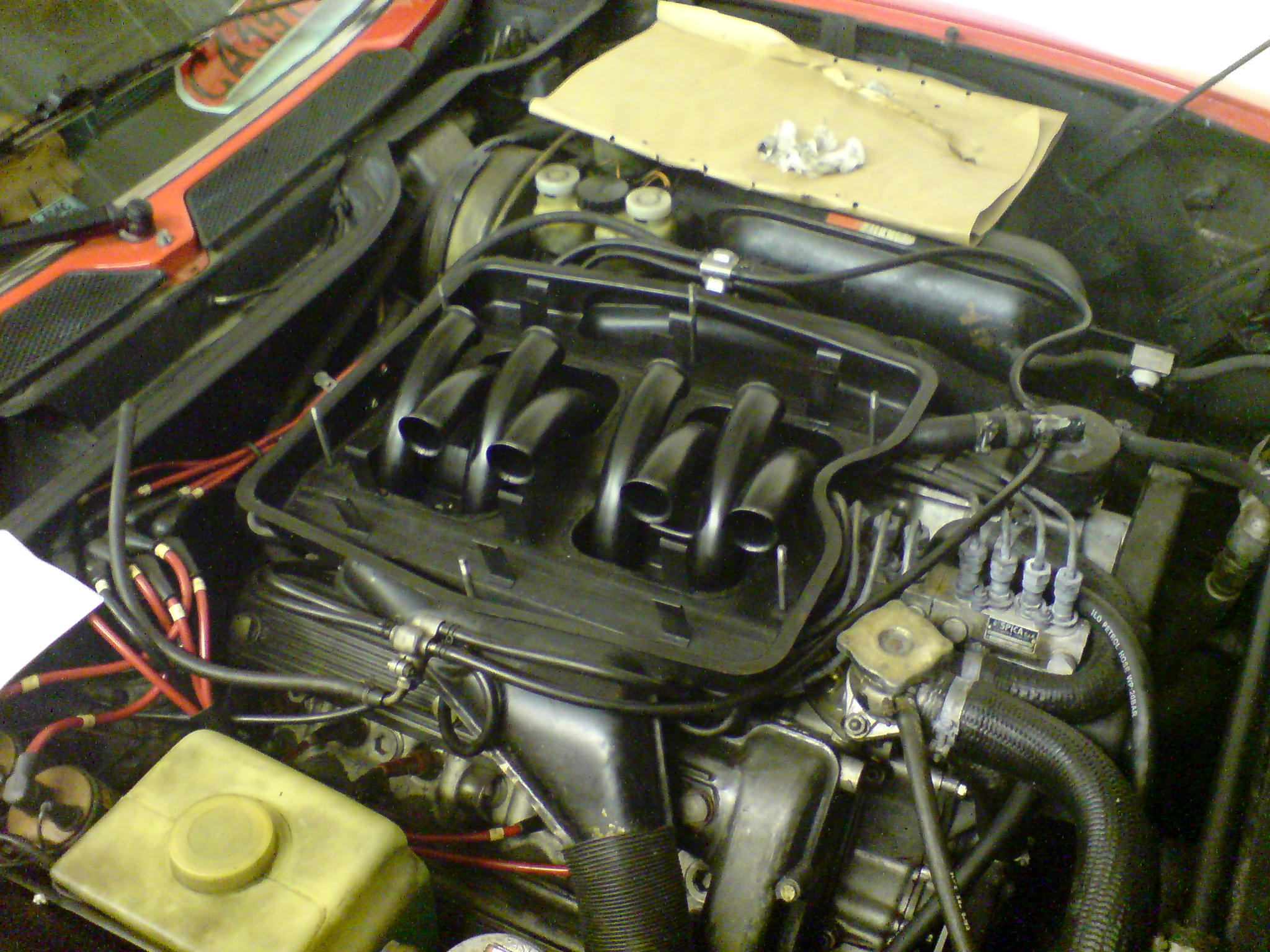
Motor do Montreal com tampa da câmara de entrada de ar removida.